# Cos d'Exèrcit de Navarra
El Cos d'Exèrcit de Navarra va ser una unitat militar de la Guerra Civil espanyola que formant part de l'Exèrcit del Nord agrupant part de les tropes del bàndol nacional. Va ser creat el 24 d'octubre de 1937. El seu cap era el general de brigada d'Infanteria José Solchaga Zala. Participa en les Ofensives d'Aragó i Catalunya.

## Historial d'operacions
Al començament de 1938 és situat en el Front d'Aragó, participant en el mes de març en l'ofensiva que trenca el front republicà. El 10 de març les tropes del general Solchaga reconquistaren la localitat de Belchite, que havia estat capturada pels republicans l'estiu anterior. Més endavant van continuar avançant fins a entrar en Catalunya, quedant detingut el seu avanç en una línia defensiva formada pel riu Segre.
La III Divisió Navarra del General Iruretagoyena Solchaga va participar més tard en l'eliminació de la bossa de Bielsa, on la 43a Divisió republicana va resistir durant 2 mesos la pressió enemiga fins que va poder retirar-se a França.
En maig i juny es troba participant en la campanya del Llevant, al costat del Cos d'Exèrcit de Galícia del general Aranda, el Cos d'Exèrcit de Castella del general Varela i el destacament de García Valiño. Al juliol es troba combatent al costat del Corpo di Truppe Volontarie del general Berti, però xoca amb una aferrissada resistència republicana en la Línia XYZ i l'ofensiva es paralitza. La campanya es va saldar amb un gran nombre de baixes entre les unitats navarreses i un estrepitós fracàs, molt al contrari de l'anterior èxit obtingut durant l'Ofensiva d'Aragó.
Entre desembre de 1938 i gener de 1939 participa en la ruptura del front del Segre, que va precedir l'ofensiva de Catalunya.

## Estructura
Participa en el Desfilada de la Victòria de Madrid de 1939 al comandament del [general Solchaga i acompanyat pels generals Camilo Alonso Vega, Bautista Sánchez González i Helí Rolando de Tella, cap del II Terç de la Legió.

### Ordre de batalla
- 3a. Divisió (també denominada III Divisió Navarra), procedent de Navarra al comandament del general de brigada d'infanteria José Iruretagoyena Solchaga.
- 5a. Divisió, procedent de Navarra al comandament del general de brigada d'infanteria Juan Bautista Sánchez González.
- 150a Divisió, procedent del Protectorat Espanyol al Marroc i de Castella la Nova, al comandament del general de brigada d'infanteria Eduardo Saénz de Buruaga y Polanco.

### Comandaments
- Comandant en cap: general de brigada d'infanteria José Solchaga Zala.
- Cap d'Estat Major: tinent coronel d'Estat Major José María Troncoso Sagredo